# Яново (Равицький повіт)
Яново (пол. Janowo, нім. Hauswald) — село в Польщі, у гміні Ютросін Равицького повіту Великопольського воєводства.
Населення — 147 осіб (2011).
У 1975-1998 роках село належало до Лешненського воєводства.

## Демографія
Демографічна структура станом на 31 березня 2011 року:
|          | Загалом | Допрацездатний вік | Працездатний вік | Постпрацездатний вік |
| -------- | ------- | ------------------ | ---------------- | -------------------- |
| Чоловіки | 73      | 18                 | 47               | 8                    |
| Жінки    | 74      | 18                 | 37               | 19                   |
| Разом    | 147     | 36                 | 84               | 27                   |